# Braxton Miller
Braxton Marcellus Miller (Springfield, 30 novembre 1992) è un giocatore di football americano statunitense che milita nel ruolo di wide receiver per gli Houston Texans della National Football League (NFL).

## Biografia

### Houston Texans
Al college, Miller giocò a football con gli Ohio State Buckeyes dal 2011 al 2015. Fino al 2014 giocò come quarterback, passando al ruolo di ricevitore nell'ultima annata. Fu scelto nel corso del terzo giro (85º assoluto) del Draft NFL 2016 dagli Houston Texans. Debuttò come professionista nel primo turno ricevendo un passaggio da sei yard da Brock Osweiler. Il 21 novembre segnò il suo primo touchdown su un passaggio da 12 yard nella sconfitta per 20–27 contro gli Oakland Raiders. A causa di un infortunio alla spalla perse tutto l'ultimo mese di gioco, chiudendo la sua stagione da rookie con 15 ricezioni per 99 yard e un touchdown in 10 presenze, 6 delle quali come titolare.

## Statistiche
| Partite totali      | 10 |
| Partite da titolare | 6  |
| Ricezioni           | 15 |
| Yard ricevute       | 99 |
| Touchdown           | 1  |

Statistiche aggiornate alla stagione 2016